# جامع قبة المتوكل
جامع قبة المتوكل مسجد يقع في صنعاء عاصمة اليمن. يقع على شارع علي عبد المغني خلف ميدان التحرير جنوبي المتحف الوطني